# سيدي بشر
سيدي بشر هي منطقة سكنية بحي أول المنتزة بمدينة الإسكندرية في مصر، وتنقسم إلى شياختين هما شياخة سيدي بشر بحري، وشياخة سيدي بشر قبلي، سُمّيت بهذا الاسم نسبة للشيخ والإمام بشر الذي عاش ودُفِن في تلك المنطقة.

## سبب التسمية
- نسبة إلى الشيخ بشر بن الحسين بن محمد بن عبيد الله بن الحسين بن بشر الجوهري. وهو من سلالة آل بشر الذين وفدوا إلى الإسكندرية في أواخر القرن الخامس الهجري أو أوائل القرن السادس الهجري مع من جاء من علماء المغرب والأندلس في تلك الفترة. وكان الشيخ بشر الجوهري متصوفا زاهدا اعتزل العالم وأقام في منطقة منعزلة على شاطئ البحر في مدينة الإسكندرية، وهي التي عرفت باسمه فيما بعد. واشتهر بين الناس بصلاحه وتقواه ولما توفي عام 528 هجرية دفن في نفس المكان الذي كان يقيم فيه، وأقام الناس له ضريحا حول قبره. وعندما امتد العمران إلى هذه المنطقة أنشأ الأهالي مسجدا حول الضريح في أواخر القرن التاسع عشر الميلادي.

## أهم المعالم
- شواطئ سيدي بشر 1، سيدي بشر 2، أبو هيف، ميامي، السرايا.
- فندق هيلتون (رمادا سابقًا) ويقع على الكورنيش مقابل مسجد سيدي بشر.
- مسجد سيدي بشر ويقع على طريق البحر عند شارع خالد بن الوليد.
- محطة قطار سيدي بشر على خط أبو قير.
- مقر حي أول المنتزة ويقع أمام محطة قطار سيدي بشر.
- سوق سيدي بشر الشعبي ويقع بشارع القاهرة.
- مسجد الصداقة ويقع قبلي السكة الحديد.

## معرض الصور

مسجد سيدي بشر
سيدي بشر على البحر
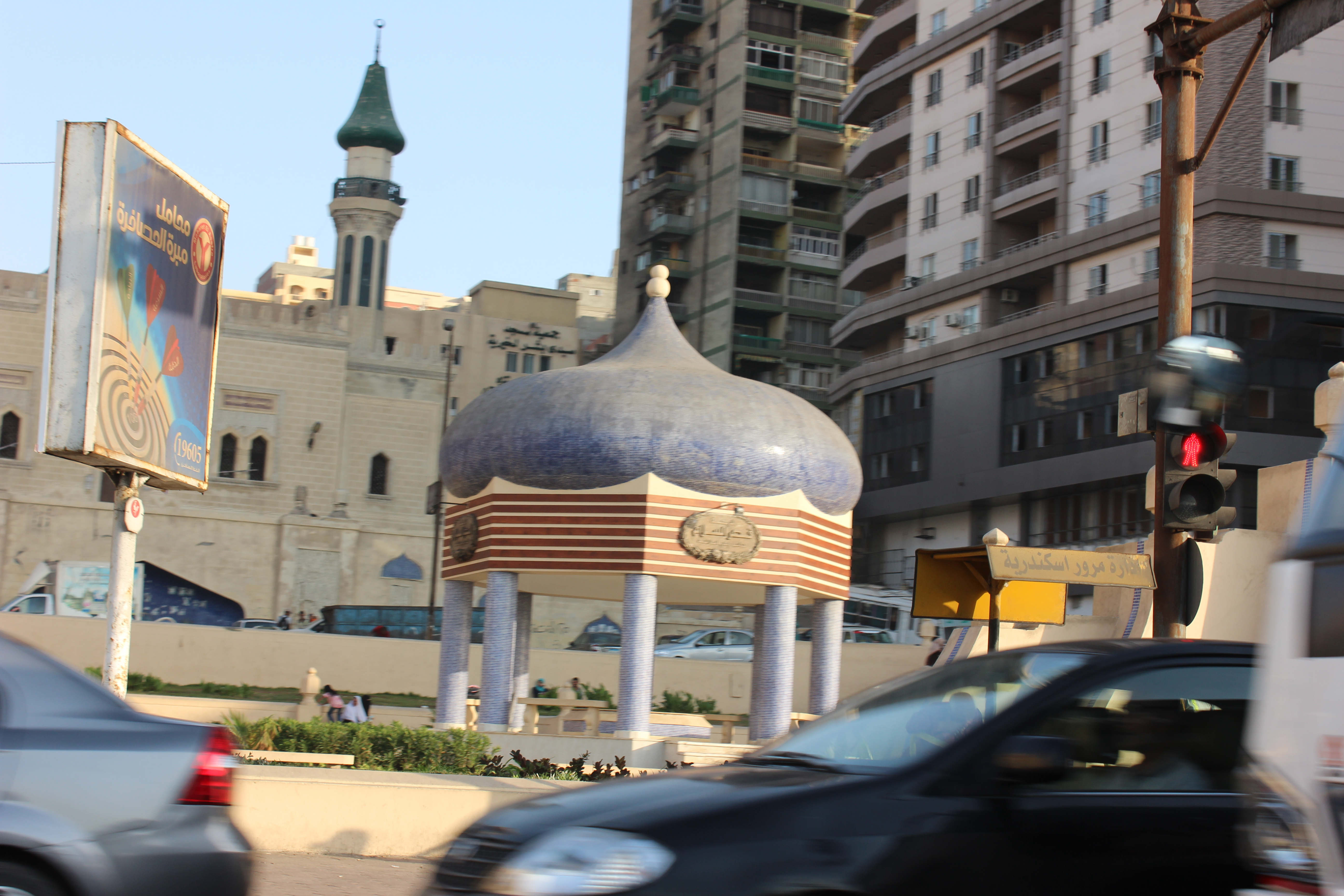